# Conditions de manière et de forme
En droit constitutionnel canadien, les conditions de manière et de forme (Manner and form) sont les règles qui  affirment que le Parlement peut se lier pour l’avenir sur une question de forme seulement. Dans son articulation contemporaine, cette règle tire sa source de l'arrêt Drybones.
Le Parlement ne peut pas se lier pour l’avenir sur une question de fond, à moins de modifier la constitution. Il n’est pas lié par les parlements antérieurs, donc il est impossible de se lier pour l’avenir sur une condition de fond. Par exemple, pour contrevenir à la Charte québécoise, on exige une dérogation expresse, on écrit « nonobstant la Charte québécoise ».  Sans la dérogation, la loi est déclarée inopérante. 
L’article 2 de la Déclaration canadienne des droits énonce un critère de forme : toute loi du Canada doit respecter les droits énumérés dans la déclaration, à moins d’y déroger expressément. L’article 52 de la Charte québécoise comporte une clause de primauté sur les autres lois : nul ne peut déroger aux articles 1 à 38, sauf dérogation expresse. L’article 33 de la Charte canadienne contient une clause dérogatoire.
Contre-exemples : 
- Un contrat intergouvernemental n’est ni une contrainte de forme, ni une de fond, d'après le Renvoi sur l’assistance publique ;
- Obliger le lieutenant-gouverneur à adopter les lois d’une démocratie directe est une contrainte de fond, d'après le Renvoi relatif au Referendum and Initiative Act (contraire à 92 (1) LC 1867) ;
- Un référendum pour modifier une loi sur un référendum serait une contrainte de fond, d'après l'affaire Trethowan.